# أوليفر بيفان
أوليفر بيفان (بالإنجليزية: Oliver Bevan) هو رسام بريطاني، ولد في 28 مارس 1941 في بيتربرة في المملكة المتحدة.